# قلعه گبری (جمکران)
قلعه گبری (جمکران) مربوط به دوره ساسانی است و در شهرستان قم، بخش مرکزی، منطقه جمکران واقع شده است. این اثر در تاریخ ۱۷ آذر ۱۳۷۷ با شماره ثبت ۲۱۷۲ به عنوان یکی از آثار ملی ایران به ثبت رسیده است.